# Corticaria pinicoh
Corticaria pinicoh is een keversoort uit de familie schimmelkevers (Latridiidae). De wetenschappelijke naam van de soort werd in 1959 gepubliceerd door Gustav Adolf Lohse.